# Cyberclown
Cyberclown è un album di Alberto Camerini pubblicato nel 2001.

## Tracce
1. Prologo – 2:51
2. Un Altro Sogno – 3:19
3. Subtelevision Punx (Klonati) – 3:23
4. Istruzioni – 3:10
5. Cyberclone – 2:00
6. Roquette – 3:26
7. Alice Forse Lo Sa Già – 3:05
8. Orfeo – 3:53
9. Vivo! – 1:42
10. La Bambola Voodoo – 4:01
11. Non Rompermi Le Skatole! – 3:37
12. Ska-Skatenati – 2:31
13. Fatti Una Canna – 4:01
14. Cyberclown – 3:55

## Formazione
- Alberto Camerini – voce, chitarra
- Massimo Spinosa – basso
- Giaso Cancellere – tastiera
- Paolo Donnarumma – basso
- Luca Musso – chitarra
- Massimo Bianchi – batteria